# Cosmethis australasiae
Cosmethis australasiae är en fjärilsart som beskrevs av Donovan 1805. Cosmethis australasiae ingår i släktet Cosmethis och familjen mätare. Inga underarter finns listade i Catalogue of Life.